# قائمة سفراء الصين لدى تونس
سفير الصين بتونس وهو الممثل الرسمي لجمهورية الصين الشعبية لدى الجمهورية التونسية.

## قائمة الممثلين
| السفير       | الاسم بالصينية | تاريخ التعيين/تسليم الأوراق | نهاية العهدة   | ملاحظات                             |
| ------------ | -------------- | --------------------------- | -------------- | ----------------------------------- |
| ياو نيان     | 姚念           | مايو 1964                   | سبتمبر 1967    |                                     |
| هو يفينغ     | 侯野烽         | فبراير 1972                 | مايو 1977      |                                     |
| كوي جيان     | 崔健           | أغسطس 1977                  | مايو 1980      |                                     |
| منغ يو       | 孟钺           | ديسمبر 1980                 | مايو 1983      |                                     |
| شيه بانجدينج | 谢邦定         | أغسطس 1983                  | يونيو 1987     |                                     |
| تشو ينجلو    | 朱应鹿         | مارس 1987                   | أكتوبر 1991    | سفير الصين لدى فلسطين في نفس الوقت. |
| أن هويهو     | 安惠侯         | سبتمبر 1991                 | أغسطس 1993     | سفير الصين لدى فلسطين في نفس الوقت. |
| وو تشوانفو   | 吴传福         | يوليو 1993                  | مارس 1998      | سفير الصين لدى فلسطين في نفس الوقت. |
| لو جوزينج    | 吕国增         | مايو 1997                   | يوليو 2000     | سفير الصين لدى فلسطين في نفس الوقت. |
| مو ون        | 穆文           | أبريل 2000                  | ديسمبر 2001    | سفير الصين لدى فلسطين في نفس الوقت. |
| تشو بانجزاو  | 朱邦造         | أكتوبر 2001                 | أغسطس 2003     | سفير الصين لدى فلسطين في نفس الوقت. |
| ليو يوهي     | 刘玉和         | يونيو 2003                  | أبريل 2008     | سفير الصين لدى فلسطين في نفس الوقت. |
| لي بيفين     | 李蓓芬         | يونيو 2008                  | ديسمبر 2010    |                                     |
| هوو تشنغده   | 火正德         | ديسمبر 2010                 | 26 سبتمبر 2013 |                                     |
| بيان يانهوا  | 边燕花         | 26 سبتمبر 2013              | 4 مايو 2018    |                                     |
| وانغ ون بين  | 汪文斌         | 4 مايو 2018                 | 5 يناير 2021   |                                     |
| تشانغ جيانجو | 张建国         | 5 يناير 2021                | 13 فبراير 2023 |                                     |
| وان لي       | 万黎           | 13 فبراير 2023              | الآن           |                                     |